# David L. Lawrence
David Leo Lawrence, född 18 juni 1889 i Pittsburgh, död 21 november 1966 i Pittsburgh, var en amerikansk demokratisk politiker. Han var Pittsburghs borgmästare 1946–1959 och Pennsylvanias guvernör 1959–1963.
Lawrence efterträdde 1946 Cornelius D. Scully som Pittsburghs borgmästare och efterträddes 1959 av Thomas Gallagher. Därefter efterträdde han George M. Leader som Pennsylvanias guvernör och efterträddes 1963 av William Scranton.